# U-19
O Unterseeboot 19 foi um submarino alemão que serviu na Kriegsmarine durante a Segunda Guerra Mundial.
Foram abertos buracos no casco para afundar no dia 11 de Setembro de 1944, às 22:30 na costa da Turquia, Mar Negro.

## Comandantes
| Comandante               | Data                                           |
| ------------------------ | ---------------------------------------------- |
| Kptlt. Viktor Schütze    | 16 de Janeiro de 1936 - 30 de Setembro de 1937 |
| Hans Meckel              | 30 de Setembro de 1937 - 1 de Novembro de 1939 |
| Wilhelm Müller-Arnecke   | 2 de Novembro de 1939 - 2 de Janeiro de 1940   |
| Kptlt. Joachim Schepke   | 3 de Janeiro de 1940 - 30 de Abril de 1940     |
| Wilfried Prellberg       | 1 de Maio de 1940 - 19 de Junho de 1940        |
| Peter Lohmeyer           | 20 de Junho de 1940 - 20 de Outubro de 1940    |
| Wolfgang Kaufmann        | 21 de Outubro de 1940 - 8 de Novembro de 1940  |
| Rudolf Schendel          | 8 de Novembro de 1940 - 31 de Maio de 1941     |
| Gerhard Litterscheid     | 1 de Junho de 1941 - Fevereiro de 1942         |
| Hans-Ludwig Gaude        | 16 de Dezembro de 1941 - 30 de Abril de 1942   |
| Kptlt. Hans-Ludwig Gaude | 1 de Outubro de 1942 - 2 de Dezembro de 1943   |
| Oblt. Willy Ohlenburg    | 3 de Dezembro de 1943 - 6 de Setembro de 1944  |
| Oblt. Hubert Verpoorten  | 7 de Setembro de 1944 - 11 de Setembro de 1944 |

## Carreira

### Subordinação
| 1 de Janeiro de 1936 - 30 de Abril de 1940    | 1. Unterseebootsflottille  |
| 1 de Maio de 1940 - 30 de Junho de 1940       | 1. U-Ausbildungsflottille  |
| 1 de Julho de 1940 - 18 de Dezembro de 1940   | 24. Unterseebootsflottille |
| 19 de Dezembro de 1940 - 1 de Maio de 1942    | 22. Unterseebootsflottille |
| 1 de Outubro de 1942 - 11 de Setembro de 1944 | 30. Unterseebootsflottille |

### Patrulhas
|       | Comandante               | Partida     | Partida       | Chegada     | Chegada       | Dias     | Toneladas |
| ----- | ------------------------ | ----------- | ------------- | ----------- | ------------- | -------- | --------- |
| 1     | Hans Meckel              | 25 Ago 1939 | Wilhelmshaven | 15 Set 1939 | Kiel          | 22 dias  |           |
| 2     | Hans Meckel              | 27 Set 1939 | Kiel          | 1 Out 1939  | Wilhelmshaven | 5 dias   |           |
|       | Hans Meckel              | 4 Out 1939  | Wilhelmshaven | 5 Out 1939  | Kiel          | 2 dias   |           |
| 3     | Hans Meckel              | 14 Out 1939 | Kiel          | 18 Out 1939 | Wilhelmshaven | 5 dias   |           |
|       | Hans Meckel              | 19 Out 1939 | Wilhelmshaven | 20 Out 1939 | Kiel          | 2 dias   |           |
|       | Wilhelm Müller-Arnecke   | 6 Nov 1939  | Kiel          | 7 Nov 1939  | Wilhelmshaven | 2 dias   |           |
| 4     | Wilhelm Müller-Arnecke   | 14 Nov 1939 | Wilhelmshaven | 20 Nov 1939 | Wilhelmshaven | 7 dias   | 6,371     |
| 5     | Kptlt. Joachim Schepke   | 4 Jan 1940  | Kiel          | 12 Jan 1940 | Kiel          | 9 dias   | 1,343     |
| 6     | Kptlt. Joachim Schepke   | 18 Jan 1940 | Kiel          | 28 Jan 1940 | Wilhelmshaven | 11 dias  | 8,855     |
| 7     | Kptlt. Joachim Schepke   | 14 Fev 1940 | Wilhelmshaven | 26 Fev 1940 | Wilhelmshaven | 13 dias  |           |
| 8     | Kptlt. Joachim Schepke   | 14 Mar 1940 | Wilhelmshaven | 23 Mar 1940 | Wilhelmshaven | 10 dias  | 5,517     |
| 9     | Kptlt. Joachim Schepke   | 3 Abr 1940  | Wilhelmshaven | 23 Abr 1940 | Kiel          | 21 dias  |           |
| 10    | Hans-Ludwig Gaude        | 21 Jan 1943 | Konstanza     | 19 Fev 1943 | Konstanza     | 30 dias  |           |
| 11    | Hans-Ludwig Gaude        | 17 Mar 1943 | Konstanza     | 30 Mar 1943 | Konstanza     | 14 dias  |           |
| 12    | Hans-Ludwig Gaude        | 14 Abr 1943 | Konstanza     | 4 Mai 1943  | Konstanza     | 21 dias  |           |
| 13    | Hans-Ludwig Gaude        | 10 Jun 1943 | Konstanza     | 11 Jun 1943 | Konstanza     | 2 dias   |           |
| 13    | Hans-Ludwig Gaude        | 16 Jun 1943 | Konstanza     | 7 Jul 1943  | Feodosia      | 22 dias  |           |
| 13    | Hans-Ludwig Gaude        | 8 Jul 1943  | Feodosia      | 10 Jul 1943 | Konstanza     | 3 dias   |           |
| 14    | Hans-Ludwig Gaude        | 25 Jul 1943 | Konstanza     | 16 Ago 1943 | Feodosia      | 23 dias  |           |
| 14    | Hans-Ludwig Gaude        | 18 Ago 1943 | Feodosia      | 24 Ago 1943 | Konstanza     | 7 dias   |           |
| 15    | Kptlt. Hans-Ludwig Gaude | 11 Nov 1943 | Konstanza     | 2 Dez 1943  | Konstanza     | 22 dias  |           |
| 16    | Oblt. Willy Ohlenburg    | 22 Dez 1943 | Konstanza     | 19 Jan 1944 | Konstanza     | 29 dias  |           |
| 17    | Oblt. Willy Ohlenburg    | 10 Fev 1944 | Konstanza     | 7 Mar 1944  | Konstanza     | 27 dias  |           |
| 18    | Oblt. Willy Ohlenburg    | 10 Abr 1944 | Konstanza     | 6 Mai 1944  | Konstanza     | 27 dias  |           |
| 19    | Oblt. Willy Ohlenburg    | 6 Jun 1944  | Konstanza     | 8 Jul 1944  | Konstanza     | 33 dias  | 1,000     |
| 20    | Oblt. Willy Ohlenburg    | 25 Ago 1944 | Konstanza     | 7 Set 1944  | em alto mar   | 14 dias  | 441       |
| 20    | Ltn. Hubert Verpoorten   | 7 Set 1944  | em alto mar   | 10 Set 1944 | 4 dias        |          |           |
| Total | Total                    | Total       | Total         | Total       | Total         | 381 dias | 35 871 t  |

### Navios atacados pleoU-19
- 14 navios afundados num total de 35 430 GRT[1]
- 1 navio de guerra afundado totalizando 441 toneladas

| Data        | Comandante             | Nome da Embarcação               | Toneladas | Nacionalidade              |
| ----------- | ---------------------- | -------------------------------- | --------- | -------------------------- |
| 21 Out 1939 | Hans Meckel            | Capitaine Edmond Laborie (mina)  | 3 087     | França                     |
| 21 Out 1939 | Hans Meckel            | Deodata (mina)                   | 3 295     | Noruega                    |
| 24 Out 1939 | Hans Meckel            | Konstantinos Hadjipateras (mina) | 5 962     | Grécia                     |
| 18 Nov 1939 | Wilhelm Müller-Arnecke | Carica Milica (mina)             | 6 371     | Iugoslávia                 |
| 9 Jan 1940  | Joachim Schepke        | Manx                             | 1 343     | Noruega                    |
| 23 Jan 1940 | Joachim Schepke        | Baltanglia                       | 1 523     | Reino Unido                |
| 23 Jan 1940 | Joachim Schepke        | Pluto                            | 1 598     | Noruega                    |
| 25 Jan 1940 | Joachim Schepke        | Everene                          | 4 434     | Letônia                    |
| 25 Jan 1940 | Joachim Schepke        | Gudveig                          | 1 300     | Noruega                    |
| 19 Mar 1940 | Joachim Schepke        | Charkow                          | 1 026     | Dinamarca                  |
| 19 Mar 1940 | Joachim Schepke        | Minsk                            | 1 229     | Dinamarca                  |
| 20 Mar 1940 | Joachim Schepke        | Bothal                           | 2 109     | Dinamarca                  |
| 20 Mar 1940 | Joachim Schepke        | Viking                           | 1 153     | Dinamarca                  |
| 27 Jun 1944 | Willy Ohlenburg        | Barzha (Nº 75)                   | 1 000     | Rússia                     |
| 2 Set 1944  | Willy Ohlenburg        | BTSC-410 Vzryv (Nº 25)           | 441       | Marinha da União Soviética |
| Total       | Total                  | Total                            | 35 871 t  |                            |